# Par Beliya
Par Beliya é uma vila no distrito de Puruliya, no estado indiano de Bengala Ocidental.

## Demografia
Segundo o censo de 2001, Par Beliya tinha uma população de 6036 habitantes. Os indivíduos do sexo masculino constituem 53% da população e os do sexo feminino 47%. Par Beliya tem uma taxa de literacia de 59%, inferior à média nacional de 59,5%: a literacia no sexo masculino é de 69% e no sexo feminino é de 48%. Em Par Beliya, 14% da população está abaixo dos 6 anos de idade.